# Comuna Pavlivka, Kaniv
Pavlivka (în ucraineană Павлівка) este o comună în raionul Kaniv, regiunea Cerkasî, Ucraina, formată din satele Novoukraiinka și Pavlivka (reședința).

## Demografie
Componența lingvistică a comunei Pavlivka
     Ucraineană (99,26%)
     Alte limbi (0,74%)
Conform recensământului din 2001, majoritatea populației comunei Pavlivka era vorbitoare de ucraineană (99,26%), existând în minoritate și vorbitori de alte limbi.